# Marcos Angeleri
Pour les articles homonymes, voir Angeleri.
Marcos Angeleri est un ancien footballeur international argentin, né le 7 avril 1983 à La Plata en Argentine. Il évoluait au poste de défenseur.

## Carrière
- 2002-2010 :  Estudiantes de La Plata
- 2010-2012 :  Sunderland AFC
- 2012-2013 :  Estudiantes de La Plata
- 2013-2016:  Malaga CF[1],[2]
- 2016-2018: San Lorenzo de Almagro
- 2018-2019:  Nacional
- 2019-2020:  Argentinos Juniors

## Palmarès

### avec Estudiantes
- 2006: Vainqueur du Championnat d'Ouverture d'Argentine
- 2009: Vainqueur de la Copa Libertadores